# Miguel Lopes
Hugo Miguel Almeida Costa Lopes, noto semplicemente come Miguel Lopes (Lisbona, 19 dicembre 1986), è un calciatore portoghese, difensore dell'Estrela Amadora.
Ha un fratello gemello, Nuno, anch'egli calciatore.

## Caratteristiche tecniche
Gioca prevalentemente nel ruolo di terzino destro, ma può essere impiegato anche nella fascia sinistra.

## Carriera

### Club

#### Benfica B
Miguel Lopes comincia la propria carriera professionistica nelle file del Benfica B, squadra riserve dell'omonima società di Lisbona, all'epoca militante nella Segunda Divisão, la terza serie del campionato portoghese. Esordisce nella competizione il 25 settembre 2005.

#### Operário
Nel 2006 viene ceduto all'Operário, società con sede nelle Isole Azzorre, con cui disputa nuovamente la Segunda Divisão. Il 24 settembre esordisce nella Taça de Portugal, la coppa nazionale del Portogallo. Termina la stagione in campionato con il secondo posto nel girone.

#### Rio Ave
Nel 2007 viene acquistato dal Rio Ave. Il 5 agosto debutta nella Taça da Liga, la neonata coppa di Lega portoghese. Il 19 agosto esordisce nella Liga de Honra, la seconda serie del campionato lusitano. Al termine della stagione la squadra viene promossa nella Primeira Liga, la massima serie del calcio portoghese, in virtù del secondo posto ottenuto nella classifica finale.
Il 24 agosto 2008 Miguel Lopes debutta nel massimo campionato portoghese, disputando l'intero incontro della prima giornata di campionato contro il Benfica.
Il 22 gennaio 2009 viene acquistato dal Porto, firmando un contratto quadriennale. Il giocatore rimane comunque al Rio Ave fino al termine della stagione, che si conclude con un dodicesimo posto finale e la permanenza della società nella massima categoria.

#### Porto
Con la maglia del Porto, Miguel Lopes conquista il suo primo trofeo il 9 agosto, la Supertaça Cândido de Oliveira (la Supercoppa del Portogallo), senza però scendere in campo. Debutta nel campionato il 10 gennaio 2010 alla quindicesima giornata contro l'União Leiria. Il 16 maggio conquista la coppa del Portogallo, giocando da titolare nella finale vinta per 2 a 1 contro il G. D. Chaves.
Con i "Dragoni" colleziona, al termine della stagione, 12 presenze nella Primeira Liga, 2 presenze nella Coppa del Portogallo e 5 presenze nella Taça da Liga.
All'inizio della stagione successiva, il 7 agosto, vince nuovamente la Supertaça, disputando i 16 minuti finali della gara contro il Benfica.
Il 31 agosto viene ceduto in prestito alla squadra spagnola del Betis Siviglia, all'epoca militante nella seconda divisione spagnola.

#### Betis Siviglia
Esordisce nelle file del Betis il 4 settembre 2010, disputando la seconda giornata della Segunda División contro il Recreativo Huelva. Al termine della stagione la squadra vince il torneo classificandosi al primo posto, conquistando la promozione in Primera División. Con la squadra spagnola Miguel Lopes colleziona 21 presenze in campionato ed 1 presenza in Coppa del Re. Alla fine della stagione torna al Porto.

#### Sporting Braga
Nella stagione 2011-2012 Lopes non riesce a trovare spazio nel Porto. Il 6 gennaio 2012 viene ceduto in prestito allo Sporting Braga, nel quale esordisce in campionato il 22 gennaio alla sedicesima giornata contro il Rio Ave. Viene iscritto alla Europa League 2011-2012 in cui debutta il 14 febbraio giocando la gara di andata dei sedicesimi di finale contro i turchi del Beşiktaş, conclusa con il risultato di 0 a 2. Al termine della stagione colleziona 10 presenze in campionato, contribuendo al terzo posto del Braga nella graduatoria finale.

#### Ritorno al Porto e Sporting Lisbona
Terminata la stagione 2011-2012 Lopes torna al Porto. Il 18 agosto conquista la Supertaça, giocando da titolare contro l'Academica Coimbra. Il 18 settembre debutta nella Champions League nella gara di andata contro la Dinamo Zagabria, vinta dal Porto per 2 a 0. Il 29 settembre, nella quinta gara di campionato contro il Rio Ave, Lopes sigla la sua unica marcatura nelle file del "Dragoni" al 32esimo minuto di gioco (risultato finale: 2 a 2).
L'8 gennaio 2013 viene ufficializzato il passaggio del giocatore allo Sporting Lisbona, firmando un contratto per cinque anni e mezzo.
Debutta da titolare con la maglia dei "Verdebianchi" il 13 gennaio contro l'Olhanense.

#### Olympique Lione
L'8 luglio 2013 l'Olympique Lione annuncia il passaggio in prestito per un anno dallo Sporting Lisbona. Realizza il debutto nella Ligue 1 il 10 agosto alla prima giornata contro il Nizza (vittoria per 4 a 0). Disputa anche i preliminari di Champions League, esordendo al terzo turno contro gli svizzeri del Grasshoppers, vincendo per 1 a 0. Il Lione, tuttavia, viene estromesso dalla competizione dagli spagnoli della Real Sociedad. Disputa, quindi, l'Europa League, esordendo nella competizione il 7 novembre contro il Rijeka (pareggio per 1 a 1).

#### Granada
Durante la stagione 2015-2016 gioca in prestito in Spagna nelle file del Granada, militante nella Primera División. Al termine della stagione totalizza 26 presenze in campionato e 3 in Coppa del Re.

#### Akhisar Belediyespor
Gioca la stagione 2016-2017 nuovamente in prestito, in Turchia nelle file dell'Akhisar Belediyespor. Il 7 luglio 2017 viene acquistato a titolo definitivo dalla società turca.

#### Kayserispor
Il 12 luglio 2019 diventa ufficialmente un giocatore del Kayserispor per circa 500.000 euro e firma con la società turca un contratto biennale, valido fino al 30 giugno 2021.

### Nazionale
Miguel Lopes ha fatto parte delle selezioni nazionali giovanili Under-18, Under-19, Under-21 ed Under-23 collezionando, rispettivamente, due presenze, due presenze, tre presenze ed ancora due presenze, senza alcuna marcatura.
Il 14 maggio 2012, considerate la buona prestazione nelle file dello Sporting Braga e la capacità di operare sia sulla fascia destra che sinistra, riceve la convocazione nella nazionale maggiore allenata da Paulo Bento che ha disputato gli europei di calcio in Polonia ed Ucraina. Il 2 giugno debutta da titolare nella gara amichevole contro la Turchia, terminata in favore dei turchi per 3-1.
Terminato il Campionato europeo senza alcuna presenza, Lopes viene convocato per la gara amichevole contro Panama il 15 agosto, giocando da titolare. Partecipa anche alle gare di qualificazione al mondiale 2014 contro la Russia il 12 ottobre e contro l'Irlanda del Nord il 16 ottobre.

## Statistiche

### Presenze e reti nei club
Statistiche aggiornate al 5 maggio 2019.
| Stagione                    | Squadra                     | Campionato                  | Campionato | Campionato | Coppe nazionali | Coppe nazionali | Coppe nazionali | Coppe continentali | Coppe continentali | Coppe continentali | Altre coppe | Altre coppe | Altre coppe | Totale | Totale |
| Stagione                    | Squadra                     | Comp.                       | Pres.      | Reti       | Comp.           | Pres.           | Reti            | Comp.              | Pres.              | Reti               | Comp.       | Pres.       | Reti        | Pres.  | Reti   |
| --------------------------- | --------------------------- | --------------------------- | ---------- | ---------- | --------------- | --------------- | --------------- | ------------------ | ------------------ | ------------------ | ----------- | ----------- | ----------- | ------ | ------ |
| 2005-2006                   | Benfica B                   | IID                         | 24         | 4          | -               | -               | -               | -                  | -                  | -                  | -           | -           | -           | 24     | 4      |
| 2006-2007                   | Operário                    | IID                         | 21         | 7          | TP              | 2               | 0               | -                  | -                  | -                  | -           | -           | -           | 23     | 7      |
| 2007-2008                   | Rio Ave                     | LH                          | 24         | 2          | TP+TL           | 3+1             | 0               | -                  | -                  | -                  | -           | -           | -           | 28     | 2      |
| 2008-2009                   | Rio Ave                     | PL                          | 26         | 0          | TP+TL           | 0+3             | 0               | -                  | -                  | -                  | -           | -           | -           | 29     | 0      |
| Totale Rio Ave              | Totale Rio Ave              | Totale Rio Ave              | 50         | 2          |                 | 7               | 0               |                    | -                  | -                  |             | -           | -           | 57     | 2      |
| 2009-2010                   | Porto                       | PL                          | 12         | 0          | TP+TL           | 2+5             | 0               | UCL                | 0                  | 0                  | SP          | 0           | 0           | 19     | 0      |
| lug.-ago. 2010              | Porto                       | PL                          | 0          | 0          | -               | -               | -               | UEL                | 0                  | 0                  | SP          | 1           | 0           | 1      | 0      |
| set. 2010-2011              | Betis Siviglia              | SD                          | 21         | 0          | CR              | 1               | 0               | -                  | -                  | -                  | -           | -           | -           | 22     | 0      |
| 2011-gen. 2012              | Porto                       | PL                          | 0          | 0          | TP+TL           | 0+0             | 0               | -                  | -                  | -                  | SP+SU       | 0+0         | 0+0         | 0      | 0      |
| gen.-giu. 2012              | Sporting Braga              | PL                          | 10         | 0          | TL              | 2               | 0               | UEL                | 1                  | 0                  | -           | -           | -           | 13     | 0      |
| 2012-gen. 2013              | Porto                       | PL                          | 2          | 1          | TP+TL           | 3+0             | 0               | UCL                | 2                  | 0                  | SP          | 1           | 0           | 8      | 1      |
| Totale Porto                | Totale Porto                | Totale Porto                | 14         | 1          |                 | 10              | 0               |                    | 2                  | 0                  |             | 2           | 0           | 28     | 1      |
| gen.-giu. 2013              | Sporting Lisbona            | PL                          | 14         | 0          | -               | -               | -               | -                  | -                  | -                  | -           | -           | -           | 14     | 0      |
| 2013-2014                   | O. Lione                    | L1                          | 19         | 0          | CF+CL           | 2+1             | 0+0             | UCL+UEL            | 4+5                | 0                  | -           | -           | -           | 31     | 0      |
| 2014-2015                   | Sporting Lisbona            | PL                          | 10         | 0          | TP+TL           | 5+2             | 0               | UEL                | 0                  | 0                  | -           | -           | -           | 17     | 0      |
| 2014-2015                   | Sporting Lisbona B          | SL                          | 2          | 0          | -               | -               | -               | -                  | -                  | -                  | -           | -           | -           | 2      | 0      |
| Totale Sporting Lisbona     | Totale Sporting Lisbona     | Totale Sporting Lisbona     | 24         | 0          |                 | 7               | 0               |                    | 0                  | 0                  |             | -           | -           | 31     | 0      |
| 2015-2016                   | Granada                     | PD                          | 26         | 0          | CR              | 3               | 0               | -                  | -                  | -                  | -           | -           | -           | 29     | 0      |
| 2016-2017                   | Akhisar Belediyespor        | SL                          | 31         | 3          | CT              | 3               | 0               | -                  | -                  | -                  | -           | -           | -           | 34     | 3      |
| 2017-2018                   | Akhisar Belediyespor        | SL                          | 28         | 0          | CT              | 7               | 1               | -                  | -                  | -                  | -           | -           | -           | 35     | 1      |
| 2018-2019                   | Akhisar Belediyespor        | SL                          | 21         | 1          | CT              | 5               | 0               | UEL                | 4                  | 0                  | ST          | 1           | 0           | 31     | 1      |
| Totale Akhisar Belediyespor | Totale Akhisar Belediyespor | Totale Akhisar Belediyespor | 80         | 4          |                 | 15              | 1               |                    | 4                  | 0                  |             | 1           | 0           | 100    | 5      |
| 2019-2020                   | Kayserispor                 | SL                          | 21         | 0          | CT              | 2               | 0               | -                  | -                  | -                  | -           | -           | -           | 23     | 0      |
| Totale carriera             | Totale carriera             | Totale carriera             | 412        | 18         |                 | 52              | 1               |                    | 16                 | 0                  |             | 3           | 0           | 383    | 19     |

### Cronologia presenze e reti in nazionale
| Cronologia completa delle presenze e delle reti in nazionale ― Portogallo | Cronologia completa delle presenze e delle reti in nazionale ― Portogallo | Cronologia completa delle presenze e delle reti in nazionale ― Portogallo | Cronologia completa delle presenze e delle reti in nazionale ― Portogallo | Cronologia completa delle presenze e delle reti in nazionale ― Portogallo | Cronologia completa delle presenze e delle reti in nazionale ― Portogallo | Cronologia completa delle presenze e delle reti in nazionale ― Portogallo | Cronologia completa delle presenze e delle reti in nazionale ― Portogallo |
| Data                                                                      | Città                                                                     | In casa                                                                   | Risultato                                                                 | Ospiti                                                                    | Competizione                                                              | Reti                                                                      | Note                                                                      |
| ------------------------------------------------------------------------- | ------------------------------------------------------------------------- | ------------------------------------------------------------------------- | ------------------------------------------------------------------------- | ------------------------------------------------------------------------- | ------------------------------------------------------------------------- | ------------------------------------------------------------------------- | ------------------------------------------------------------------------- |
| 2-6-2012                                                                  | Lisbona                                                                   | Portogallo                                                                | 1 – 3                                                                     | Turchia                                                                   | Amichevole                                                                | -                                                                         | 86’                                                                       |
| 15-8-2012                                                                 | Lisbona                                                                   | Portogallo                                                                | 2 – 0                                                                     | Panama                                                                    | Amichevole                                                                | -                                                                         |                                                                           |
| 12-10-2012                                                                | Mosca                                                                     | Russia                                                                    | 1 – 0                                                                     | Portogallo                                                                | Qual. Mondiali 2014                                                       | -                                                                         | 20’                                                                       |
| 16-10-2012                                                                | Porto                                                                     | Portogallo                                                                | 1 – 1                                                                     | Irlanda del Nord                                                          | Qual. Mondiali 2014                                                       | -                                                                         | 47’                                                                       |
| Totale                                                                    |                                                                           | Presenze                                                                  | 4                                                                         |                                                                           | Reti                                                                      | 0                                                                         |                                                                           |

| Cronologia completa delle presenze e delle reti in nazionale ― Portogallo under 23 | Cronologia completa delle presenze e delle reti in nazionale ― Portogallo under 23 | Cronologia completa delle presenze e delle reti in nazionale ― Portogallo under 23 | Cronologia completa delle presenze e delle reti in nazionale ― Portogallo under 23 | Cronologia completa delle presenze e delle reti in nazionale ― Portogallo under 23 | Cronologia completa delle presenze e delle reti in nazionale ― Portogallo under 23 | Cronologia completa delle presenze e delle reti in nazionale ― Portogallo under 23 | Cronologia completa delle presenze e delle reti in nazionale ― Portogallo under 23 |
| Data                                                                               | Città                                                                              | In casa                                                                            | Risultato                                                                          | Ospiti                                                                             | Competizione                                                                       | Reti                                                                               | Note                                                                               |
| ---------------------------------------------------------------------------------- | ---------------------------------------------------------------------------------- | ---------------------------------------------------------------------------------- | ---------------------------------------------------------------------------------- | ---------------------------------------------------------------------------------- | ---------------------------------------------------------------------------------- | ---------------------------------------------------------------------------------- | ---------------------------------------------------------------------------------- |
| 3-3-2010                                                                           | Fátima                                                                             | Portogallo under 23                                                                | 7 – 2                                                                              | Galles under 23                                                                    | International Challenge Trophy                                                     | -                                                                                  | 70’                                                                                |
| 12-10-2010                                                                         | Cartaxo                                                                            | Portogallo under 23                                                                | 2 – 0                                                                              | Irlanda del Nord under 23                                                          | International Challenge Trophy                                                     | -                                                                                  | 45’                                                                                |
| Totale                                                                             |                                                                                    | Presenze                                                                           | 2                                                                                  |                                                                                    | Reti                                                                               | 0                                                                                  |                                                                                    |

| Cronologia completa delle presenze e delle reti in nazionale ― Portogallo under 21 | Cronologia completa delle presenze e delle reti in nazionale ― Portogallo under 21 | Cronologia completa delle presenze e delle reti in nazionale ― Portogallo under 21 | Cronologia completa delle presenze e delle reti in nazionale ― Portogallo under 21 | Cronologia completa delle presenze e delle reti in nazionale ― Portogallo under 21 | Cronologia completa delle presenze e delle reti in nazionale ― Portogallo under 21 | Cronologia completa delle presenze e delle reti in nazionale ― Portogallo under 21 | Cronologia completa delle presenze e delle reti in nazionale ― Portogallo under 21 |
| Data                                                                               | Città                                                                              | In casa                                                                            | Risultato                                                                          | Ospiti                                                                             | Competizione                                                                       | Reti                                                                               | Note                                                                               |
| ---------------------------------------------------------------------------------- | ---------------------------------------------------------------------------------- | ---------------------------------------------------------------------------------- | ---------------------------------------------------------------------------------- | ---------------------------------------------------------------------------------- | ---------------------------------------------------------------------------------- | ---------------------------------------------------------------------------------- | ---------------------------------------------------------------------------------- |
| 6-2-2008                                                                           | Rio Maior                                                                          | Portogallo under 21                                                                | 3 – 0                                                                              | Svezia under 21                                                                    | Amichevole                                                                         | -                                                                                  |                                                                                    |
| 31-5-2008                                                                          | Helsingborg                                                                        | Paesi Bassi Olimpica                                                               | 2 – 0                                                                              | Portogallo under 21                                                                | Torneo Internazionale di Svezia                                                    | -                                                                                  | 46’                                                                                |
| 19-8-2008                                                                          | Cantanhede                                                                         | Portogallo under 21                                                                | 2 – 3                                                                              | Rep. Ceca under 21                                                                 | Amichevole                                                                         | -                                                                                  | 46’                                                                                |
| Totale                                                                             |                                                                                    | Presenze                                                                           | 3                                                                                  |                                                                                    | Reti                                                                               | 0                                                                                  |                                                                                    |

| Cronologia completa delle presenze e delle reti in nazionale ― Portogallo under 19 | Cronologia completa delle presenze e delle reti in nazionale ― Portogallo under 19 | Cronologia completa delle presenze e delle reti in nazionale ― Portogallo under 19 | Cronologia completa delle presenze e delle reti in nazionale ― Portogallo under 19 | Cronologia completa delle presenze e delle reti in nazionale ― Portogallo under 19 | Cronologia completa delle presenze e delle reti in nazionale ― Portogallo under 19 | Cronologia completa delle presenze e delle reti in nazionale ― Portogallo under 19 | Cronologia completa delle presenze e delle reti in nazionale ― Portogallo under 19 |
| Data                                                                               | Città                                                                              | In casa                                                                            | Risultato                                                                          | Ospiti                                                                             | Competizione                                                                       | Reti                                                                               | Note                                                                               |
| ---------------------------------------------------------------------------------- | ---------------------------------------------------------------------------------- | ---------------------------------------------------------------------------------- | ---------------------------------------------------------------------------------- | ---------------------------------------------------------------------------------- | ---------------------------------------------------------------------------------- | ---------------------------------------------------------------------------------- | ---------------------------------------------------------------------------------- |
| 6-10-2004                                                                          | Castelfranco di Sotto                                                              | Bosnia ed Erzegovina under 19                                                      | 1 – 4                                                                              | Portogallo under 19                                                                | Qual. Euro U-19 2005 - Turno di qualificazione                                     | -                                                                                  | 72’                                                                                |
| 8-10-2004                                                                          | Castelfranco di Sotto                                                              | Portogallo under 19                                                                | 0 – 0                                                                              | Italia under 19                                                                    | Qual. Euro U-19 2005 - Turno di qualificazione                                     | -                                                                                  |                                                                                    |
| Totale                                                                             |                                                                                    | Presenze                                                                           | 2                                                                                  |                                                                                    | Reti                                                                               | 0                                                                                  |                                                                                    |

| Cronologia completa delle presenze e delle reti in nazionale ― Portogallo under 18 | Cronologia completa delle presenze e delle reti in nazionale ― Portogallo under 18 | Cronologia completa delle presenze e delle reti in nazionale ― Portogallo under 18 | Cronologia completa delle presenze e delle reti in nazionale ― Portogallo under 18 | Cronologia completa delle presenze e delle reti in nazionale ― Portogallo under 18 | Cronologia completa delle presenze e delle reti in nazionale ― Portogallo under 18 | Cronologia completa delle presenze e delle reti in nazionale ― Portogallo under 18 | Cronologia completa delle presenze e delle reti in nazionale ― Portogallo under 18 |
| Data                                                                               | Città                                                                              | In casa                                                                            | Risultato                                                                          | Ospiti                                                                             | Competizione                                                                       | Reti                                                                               | Note                                                                               |
| ---------------------------------------------------------------------------------- | ---------------------------------------------------------------------------------- | ---------------------------------------------------------------------------------- | ---------------------------------------------------------------------------------- | ---------------------------------------------------------------------------------- | ---------------------------------------------------------------------------------- | ---------------------------------------------------------------------------------- | ---------------------------------------------------------------------------------- |
| 22-4-2004                                                                          |                                                                                    | Portogallo under 18                                                                | 0 – 1                                                                              | Irlanda under 18                                                                   | Amichevole                                                                         | -                                                                                  |                                                                                    |
| 24-4-2004                                                                          | Viseu                                                                              | Portogallo under 18                                                                | 0 – 0                                                                              | Turchia under 18                                                                   | Amichevole                                                                         | -                                                                                  | 46’                                                                                |
| Totale                                                                             |                                                                                    | Presenze                                                                           | 2                                                                                  |                                                                                    | Reti                                                                               | 0                                                                                  |                                                                                    |

## Palmarès

### Club
- Supercoppa di Portogallo: 3

Porto: 2009, 2010, 2012
- Coppa del Portogallo: 2

Porto: 2009-2010
Sporting Lisbona: 2014-2015
- Segunda División: 1

Betis: 2010-2011
- Coppa di Turchia: 1

Akhisar Belediyespor: 2017-2018
- Supercoppa di Turchia: 1

Akhisar Belediyespor: 2018